# Harper Lee
Nelle Harper Lee, ameriška pisateljica, * 28. april 1926, Monroeville, Alabama, Združene države Amerike, † 19. februar 2016, Monroeville.
Njen prvi roman Ne ubijaj slavca (To Kill a Mockingbird), ki govori o rasizmu in odraščanju v podeželskem okolju Alabame v začetku 20. stoletja, ji je prinesel svetovno slavo in številna priznanja. Leta 2015 je izdala svoj drugi roman Pojdi, postavi stražarja (Go Set a Watchman).

## Življenjepis
Ne ubijaj slavca je v veliki meri avtobiografsko delo, čeprav je sama to zanikala. Rodila se je kot najmlajša hči odvetnika v podeželskem mestecu Monroeville na jugu Alabame. Odraščala je v družbi brata, dveh sester in prijatelja Trumana Capotea, ki je tam preživljal poletja. Že kot otrok je rada pisala. Po končani osnovni in srednji šoli je šla študirat na dekliški kolidž Huntingdon v bližnjem Montgomeryju, od koder se je prepisala na študij prava na Univerzi Alabame, a ga ni končala.
Leta 1949 se je preselila v New York da bi poskusila prodreti kot pisateljica. Tam se je najprej nekaj časa preživljala kot uradnica, nekega božiča pa je od prijateljev dobila darilo - letno plačo, ki ji je omogočila, da se je popolnoma posvetila pisanju. V naslednjem letu je nastal osnutek njenega romana, ki ga je nato še dve leti in pol razvijala ob pomoči urednika pri založbi J. B. Lippincott Tayja Hohoffa. Kot Harper Lee se je pod njim podpisala zato, ker ni želela, da bi jo prekrstili v Nellie. Ne ubijaj slavca je izšel leta 1960 in postal takošnja uspešnica, tako kritiška kot prodajna. Lee je zanj leta 1961 prejela Pulitzerjevo nagrado za leposlovje in več drugih priznanj, praktično takoj pa je po knjižni predlogi začel nastajati tudi istoimenski hollywoodski film (v Sloveniji preveden kot Ubiti ptico oponašalko), ki je izšel leta 1962 in prav tako požel uspeh.
Nenadna in nenadejana slava je avtorico kmalu pričela motiti. V letih po izidu prvenca je pričela pisati drugi roman z delovnim naslovom The Long Goodbye, ki pa je ostal nedokončan zaradi pisateljske blokade in nenehnih promocijskih obveznosti. Trumanu Capoteu je pomagala pri raziskovanju za njegov kriminalni roman Hladnokrvno (In Cold Blood), a se je konec 1960. let sprla z njim, ker jo je v zahvali le bežno omenil. Počasi se je umaknila iz javnega življenja in pričela dosledno odklanjati prošnje za intervjuje. Preselila se je nazaj v rodni Monroeville s svojo sestro, kjer se ustalila v skromni dnevni rutini kljub nenehni pozornosti medijev in biografov, angažirala se je le v lokalni metodistični cerkvi. Med redkimi javnimi dogodki, ki se jih je udeleževala, je podelitev nagrad študentskega tekmovanja v pisanju esejev na temo njenega romana, ki ga organizira Univerza Alabame. Leta 2007 ji je tedanji predsednik ZDA George W. Bush podelil predsedniško medaljo svobode.